# Nantawat Kokfai
Nantawat Kokfai (thailändisch นันทวัฒน์ กกฝ้าย, * 11. März 1995) ist ein thailändischer Fußballspieler.

## Karriere
Nantawat Kokfei stand bis 2019 beim Bangkok FC unter Vertrag. Wo er vorher gespielt hat, ist unbekannt. Der Verein aus der thailändischen Hauptstadt Bangkok spielte in der dritten Liga des Landes. 2019 absolvierte er 21 Drittligaspiele. Nach der Saison wechselte er nach Nakhon Pathom zum Zweitligisten Nakhon Pathom United FC. Am 1. Juni 2021 verpflichtete ihn der Erstligist Bangkok United. Sein Erstligadebüt gab er am 4. September 2021 (1. Spieltag) im Auswärtsspiel beim Erstligaaufsteiger Chiangmai United FC. Hier wurde er in der 87. Minute für Pokklaw Anan eingewechselt. Bangkok gewann das Spiel mit 2:1 Toren. In seiner ersten Saison absolvierte er elf Erstligaspiele. Im Juni 2022 wechselte er auf Leihbasis zum Erstligaaufsteiger Sukhothai FC. Für Sukhothai bestritt er 15 Ligaspiele. Die Saison 2023/24 wurde er an den Zweitligisten Ayutthaya United FC ausgeliehen. Am Ende der Saison 2023/24 belegte er mit dem Klub den sechsten Tabellenplatz und qualifizierte sich somit für die Aufstiegsspiele zur ersten Liga. Hier konnte man sich jedoch nicht durchsetzen. Nach der Ausleihe kehrte er nach Bangkok zurück. Hier wurde sein Vertrag nicht verlängert und er kehrte zu seinem ehemaligen Verein Nakhon Pathom United zurück.  Nach acht Erstligaspielen wurde sein Vertrag im Dezember 2024 nicht verlängert.